# Héctor Barberá

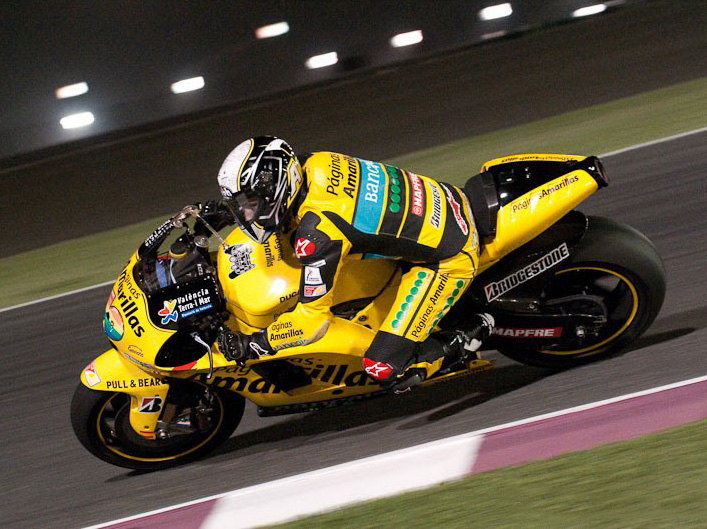
Barberá 2010 auf MotoGP-Ducati

Héctor Barberá (* 2. November 1986 in Dos Aguas) ist ein spanischer Motorradrennfahrer.

## Karriere

### Anfänge
Héctor Barberá bekam die Begeisterung für den Rennsport von seinem Vater vererbt und begann seine Karriere beim Trial. Im Jahr 1995, im Alter von neun Jahren, nahm er erstmals an der Trial-Meisterschaft der Comunidad Valenciana seiner Altersklasse teil. Im folgenden Jahr konnte er diese gewinnen.
Im Jahr 1999 begann Barberá dann, parallel zum Trial, auch mit dem Straßenrennsport. Ein Jahr später gewann er die 50-cm³--Formula Airtel-Meisterschaft der Comunidad Valenciana, außerdem startete er auch in der Spanischen Motorradmeisterschaft, die er als Vierter abschließen konnte.
In der Saison 2001 startete Héctor Barberá in der Formula de Campeones und in der Copa Aprilia 125 cm³ und konnte in beiden Serien den Gewinn der Meisterschaft feiern. 2002 wurde er auf Aprilia Spanischer Meister in der 125-cm³-Klasse.

### 125-cm³-Klasse
Im Jahr 2002 wechselte Barberá in die 125-cm³-Klasse der Motorrad-WM und startete im Master-Aspar-Team auf Aprilia. Nach anfänglichen Schwierigkeiten schaffte er es, zum Saisonende regelmäßig unter die Top Ten zu fahren, und schloss die Saison mit 50 Punkten auf Rang 14 der Gesamtwertung ab. Außerdem konnte er in diesem Jahr die Spanische 125-cm³-Meisterschaft gewinnen.
Die Saison 2003 bestritt Barberá weiterhin im Aspar-Team auf Aprilia und schaffte im Alter von nur 16 Jahren den Durchbruch. Beim Grand Prix von Großbritannien in Donington Park konnte er seinen ersten Sieg feiern, später, beim Großen Preis von Japan in Motegi, gelang ihm sogar ein zweiter Sieg. Beim Grand Prix von Portugal in Estoril gelang es ihm, vom 22. Startplatz aus, das Rennen als Zweiter abzuschließen. In der WM-Gesamtwertung wurde er mit 164 Punkten Dritter.
Zur Saison 2004 wechselte Héctor Barberá ins Seedorf Racing-Team des Fußballstars Clarence Seedorf, wo er wieder eine Aprilia pilotierte. Sein Teamkollege in diesem Jahr war Landsmann Álvaro Bautista. Mit vier Grand-Prix-Siegen und 202 Punkten wurde er in diesem Jahr Vizeweltmeister und musste nur dem Italiener Andrea Dovizioso den Vortritt lassen.

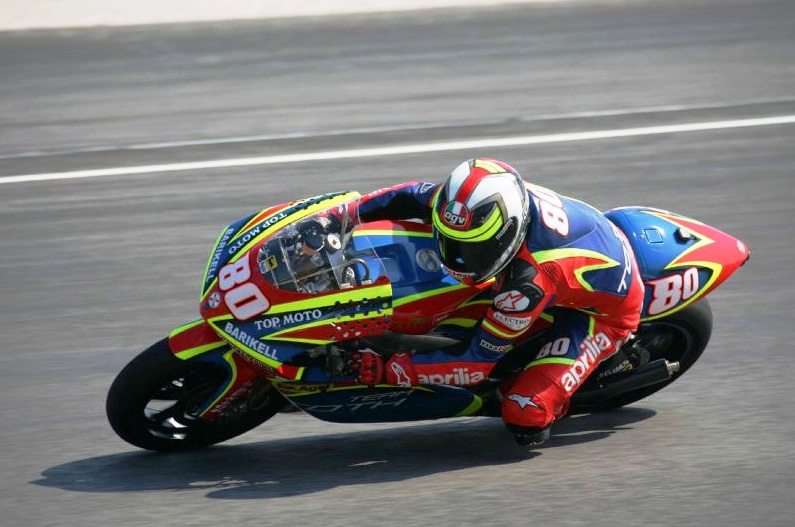
Barberá 2007 auf 250-cm³-Aprilia

### 250-cm³-Klasse
In der Saison 2005 startete Barberá erstmals in der 250-cm³-Klasse. Er bildete zusammen mit seinem Landsmann Jorge Lorenzo das Fortuna-Honda-Team und startete auf einer Honda-Werksmaschine. Héctor Barberá schaffte es zwar regelmäßig in die top 10, stand aber dennoch im Schatten seines Teamkollegen, der WM-Fünfter werden konnte, während Barberá nur den neunten WM-Rang schaffte.
Zur Saison 2006 wechselte das Fortuna-Team von Honda auf Aprilia-Motorräder. Bereits am Saisonanfang kühlte Barberás Verhältnis zu Lorenzo ab und beide sprachen kaum noch ein Wort miteinander. Während Teamkollege Jorge Lorenzo mit acht Siegen aus 16 Rennen Weltmeister wurde, reichte es für Barberá nur zu einem Sieg beim Grand Prix von China in Shanghai und WM-Rang sieben.
Die Saison 2007 bestritt Héctor Barberá auf einer Aprilia-Semi-Werksmaschine im ungarischen Team Toth. Er konnte zwar diesmal keinen Sieg verbuchen, erreichte aber fünf Podiumsplatzierungen und konnte sich mit 177 Punkten auf den fünften WM-Rang steigern.
Auch die Saison 2008 bestritt Barberá im Team Toth und in der Saison 2009 sicherte sich Barberá für  Pons Racing die Vizeweltmeisterschaft hinter Hiroshi Aoyama.

### MotoGP-Klasse
In der Saison 2010 ging Barberá im Team Aspar Ducati auf einer Ducati Desmosedici GP10 in der MotoGP-Klasse an den Start. Er belegte Platz 12 mit 90 Punkten, seine beste Einzelplatzierungen waren Rang acht bei den Rennen in Frankreich und Valencia. Die Saison 2011 bestritt er wieder mit dem Aspar-Team in der MotoGP.

### Moto2-Klasse
In der Saison 2018 fuhr Barbera im Team von Sito Pons eine Kalex. Am 9. Juni hatte das Pons Racing die Zusammenarbeit mit Héctor auf Grund einer Alkoholfahrt beendet.

### MotoAmerica
2021 fuhr Barberá in der amerikanischen Meisterschaft für Scheib Racing auf BMW und erreichte den siebten Platz. Er pilotiert in dieser Serie 2022 im Team Tytler Cycle Racing eine M 1000 RR.

## Statistik

### Erfolge
- 2002 – Spanischer 125-cm³-Meister auf Aprilia
- 10 Grand-Prix-Siege

### In der Motorrad-Weltmeisterschaft
| Saison | Klasse  | Motorrad | Rennen | Siege | Podien | Poles | Punkte | Ergebnis |
| ------ | ------- | -------- | ------ | ----- | ------ | ----- | ------ | -------- |
| 2002   | 125 cm³ | Aprilia  | 15     | –     | –      | –     | 50     | 14.      |
| 2003   | 125 cm³ | Aprilia  | 16     | 2     | 5      | –     | 164    | 3.       |
| 2004   | 125 cm³ | Aprilia  | 16     | 4     | 7      | 1     | 202    | 2.       |
| 2005   | 250 cm³ | Honda    | 16     | –     | –      | –     | 120    | 9.       |
| 2006   | 250 cm³ | Aprilia  | 14     | 1     | 3      | 2     | 152    | 7.       |
| 2007   | 250 cm³ | Aprilia  | 17     | –     | 5      | –     | 177    | 5.       |
| 2008   | 250 cm³ | Aprilia  | 12     | –     | 4      | 2     | 142    | 6.       |
| 2009   | 250 cm³ | Aprilia  | 16     | 3     | 8      | 4     | 239    | 2.       |
| 2010   | MotoGP  | Ducati   | 18     | –     | –      | –     | 90     | 12.      |
| 2011   | MotoGP  | Ducati   | 16     | –     | –      | –     | 82     | 11.      |
| 2012   | MotoGP  | Ducati   | 15     | –     | –      | –     | 83     | 11.      |
| 2013   | MotoGP  | FTR      | 18     | –     | –      | –     | 35     | 16.      |
| 2014   | MotoGP  | Avintia  | 13     | –     | –      | –     | 2      | 18.      |
| 2014   | MotoGP  | Ducati   | 5      | –     | –      | –     | 24     | 18.      |
| 2015   | MotoGP  | Ducati   | 18     | –     | –      | –     | 33     | 15.      |
| 2016   | MotoGP  | Ducati   | 18     | –     | –      | –     | 102    | 10.      |
| 2017   | MotoGP  | Ducati   | 18     | –     | –      | –     | 28     | 22.      |
| 2018   | Moto2   | Kalex    | 6      | –     | –      | –     | 10     | 23.      |
| Gesamt | Gesamt  | Gesamt   | 267    | 10    | 32     | 9     | 1735   |          |